# 李盛夫
李 盛夫（イ・ソンブ、1942年1月22日 - 2012年2月28日）は、韓国の詩人。光州出身。

## 略歴
1942年1月22日、日本統治下の全羅南道光州府（現在の光州広域市）に生まれる。慶熙大学校国語国文学科卒業。1959年、高校在学時に『全南日報』新春文芸に当選し、1966年『東亜日報』新春文芸に『우리들의 양식(私たちの糧食)』が当選した。
初期の詩は非常に直線的で対社会的なメッセージを込めていたが、1970年、『벌판(野原)』、『 바다(海)』以降、自己認識の凝視で自分の苦しみを背負うという決然とした運命の世界を描いている。1960年代の代表的な詩人の一人で、素朴な言葉で現実認識のある詩を主に創作した。

## 年譜
- 1942年1月22日、全羅南道光州府に生まれる。[1]
- 1970年、第15回現代文学賞受賞。
- 1977年、第4回韓国文学作家賞受賞。
- 2001年、第9回大山文学賞詩部門受賞。
- 2007年、第1回嘉川環境文学賞詩部門受賞。
- 2010年、第18回空超文学賞受賞。
- 2011年、第24回慶熙文学賞受賞。

## 代表作品
- 1959年、바람(風) [3][4]
- 1969年、이성부시집(李盛夫詩集)
- 1974年、우리들의 양식(私たちの糧食)
- 1977年、백제행(百済行)
- 1981年、전야(前夜)
- 1989年、빈산 뒤에 두고(空山後ろにおいて)
- 1991年、깨끗한 나라(きれいな国)
- 1996年、야간산행(夜間山行)
- 1998年、저 바위도 입을 열어(あの岩も口を開いて)
- 1999年、우리 앞이 모두 길이다(私たちの前が全て道である)
- 2001年、지리산(智異山) 、너를 보내고(君を送って)